# Aiguilles de Peuterey
De Aiguilles de Peuterey zijn een aantal bergtoppen aan de Italiaanse zijde van het Mont Blancmassief. De hoogste top is de Aiguille Blanche de Peuterey (4113 m)
De toppen liggen ten zuidoosten van de Mont Blanc, ten westen van de grote Brenvagletsjer. De twee belangrijkste toppen zijn de Aiguille Blanche en de Aiguille Noir de Peuterey (3773 m). Geen van deze toppen is gemakkelijk te beklimmen. De Aiguilles de Peuterey wordt zelden door Alpinisten als eindbestemming gekozen. Meestal klimmen zij verder over de Peutereygraat naar de Mont Blanc de Courmayeur of de Mont Blanc, onderweg passeren ze dan de Grand Pilier d'Angle (4243 m) die ook officieel de titel vierduizender mag dragen.
In 1885 werd de Aiguille Blanche de Peuterey voor het eerst beklommen door H. Seymour King met de gidsen Emile Rey, Ambros Supersaxo en Aloys Anthamatten.
Chloé Graftiaux kwam op 21 augustus 2010 om het leven bij een val van 600 meter op de Aiguilles de Peuterey.